# 복장방패근
복장방패근(sternothyroid muscle), 또는 흉골갑상근은 목의 근육으로, 목뿔아래근육에 속한다. 목뿔뼈를 누르는 작용을 한다. 복장목뿔근 아래에 있으며, 복장목뿔근보다 짧고 넓다.

## 구조
복장방패근은 복장뼈자루 뒷면에서 일어나는데, 이는곳은 복장목뿔근의 이는곳 아래에 있다. 또한 첫째 갈비뼈의 연골 가장자리에서도 일어난다. 닿는곳은 방패연골이다. 목 아랫부분에서는 반대편의 복장방패근과 가까이 있으나 위로 올라갈수록 다소 갈라진다.

### 신경 분포
목신경고리의 지배를 받는다.

### 변이
두 개가 존재하거나, 존재하지 않거나, 부가적인 힘살이 존재할 수 있다. 힘살이 안쪽과 가쪽의 두 근육 섬유로 나눠지는 사례도 보고된 바 있다.

## 기능
복장방패근은 다른 목뿔아래근육들과 함께 목뿔뼈를 눌러서 내린다.

## 추가 이미지
위키미디어 공용에 복장방패근 관련 미디어 분류가 있습니다.

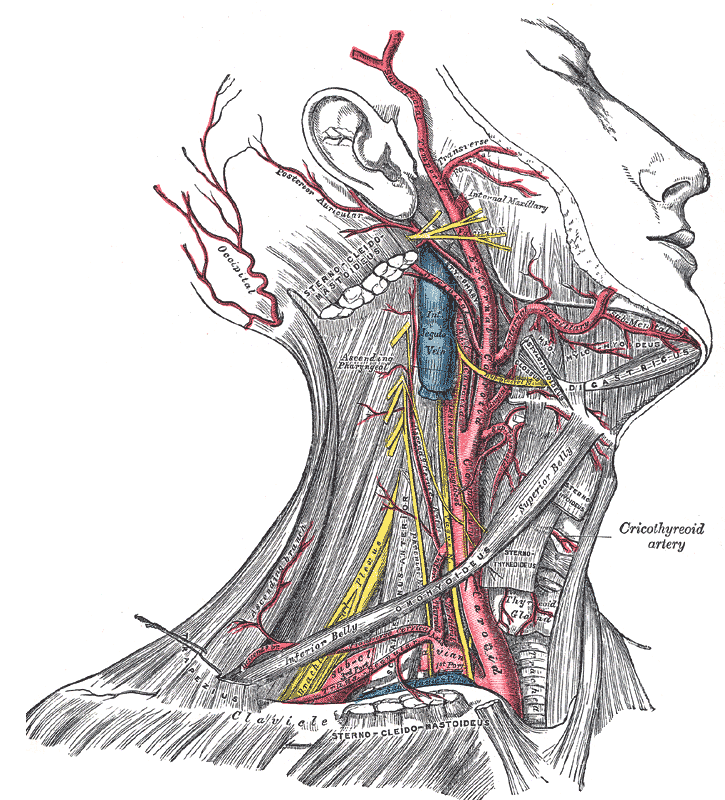
목동맥과 빗장밑동맥을 보여주는 목 오른쪽의 얕은 곳 해부.
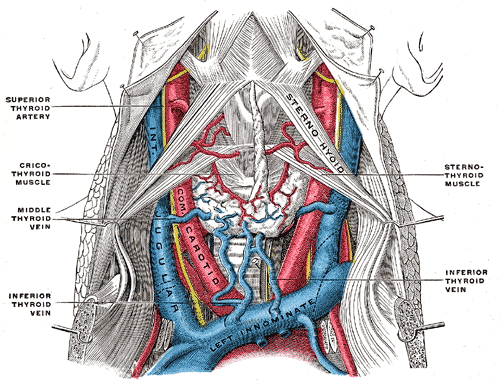
근막과 중간갑상정맥.
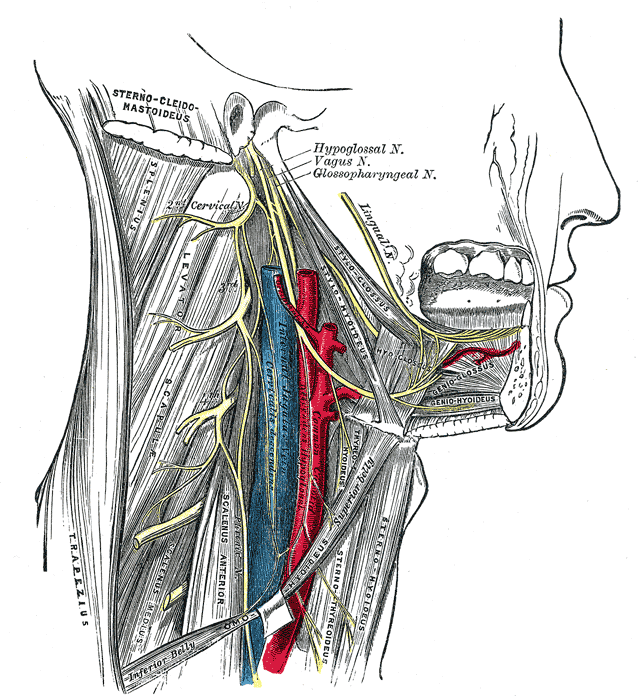
혀밑신경, 목신경얼기와 그 가지.
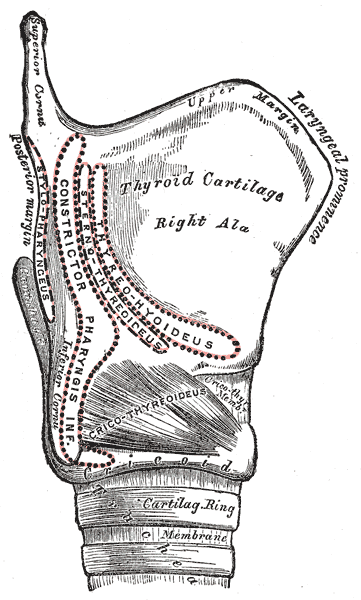
근육이 붙는 곳을 보여주는 후두의 측면 그림.
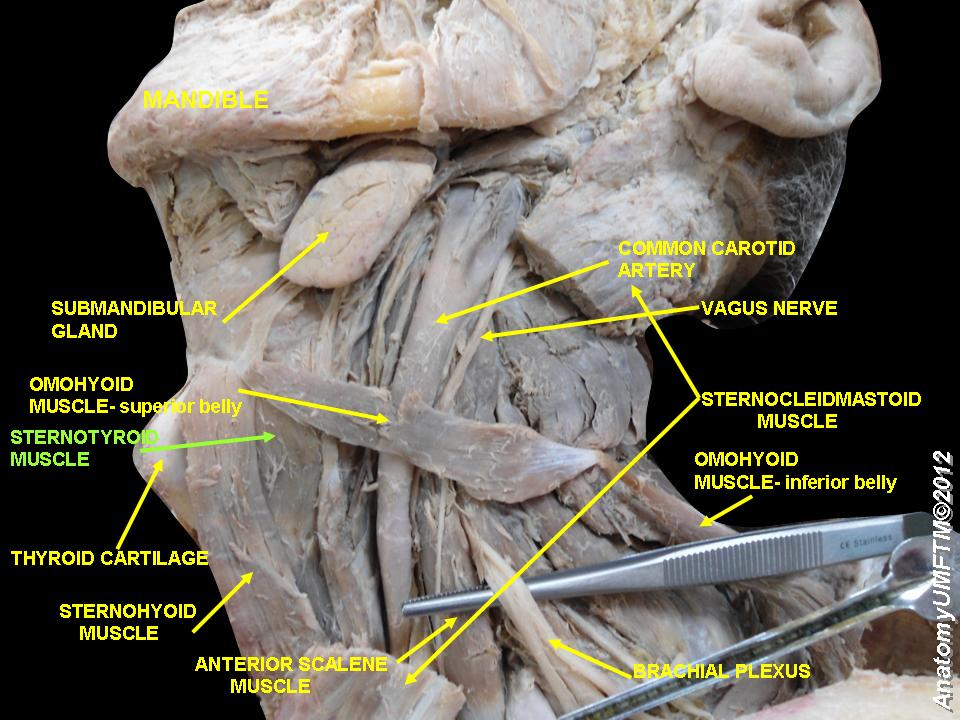
복장방패근.

## 참고 문헌
이 문서는 현재 퍼블릭 도메인에 속하는 그레이 해부학 제20판(1918) page 393의 내용을 기초로 작성된 글이 포함되어 있습니다.